# Thiền (thực hành)
Thiền là một hoạt động thực hành mà người hành thiền sẽ sử dụng một kỹ thuật - chẳng hạn như giác sát, hoặc tập trung tâm trí vào một đối tượng, suy nghĩ hoặc hoạt động cụ thể - để rèn luyện sự chú ý và nhận thức, đồng thời đạt được trạng thái tinh thần minh mẫn và cảm xúc bình tĩnh và ổn định. hay đơn giản là đạt đến tâm thức trên là đủ.
Thiền được thực hành như truyền thống của nhiều tôn giáo. Những ghi chép sớm nhất về thiền định (dhyana) được tìm thấy trong Kinh Vệ-đà, và thiền định đóng một vai trò nổi bật trong kho tàng chiêm nghiệm của Ấn Độ giáo và Phật giáo. Kể từ thế kỷ 19, các kỹ thuật thiền định châu Á đã lan rộng sang các nền văn hóa khác, nơi chúng cũng được ứng dụng trong các bối cảnh phi tâm linh, chẳng hạn như kinh doanh và sức khỏe.
Thiền có thể làm giảm đáng kể căng thẳng, lo lắng, trầm cảm và đau đớn, và tăng cường sự bình an, nhận thức, quan niệm về bản thân và hạnh phúc. Nghiên cứu đang được tiến hành để hiểu rõ hơn về tác động của thiền đối với sức khỏe (tâm lý, thần kinh và tim mạch) và các lĩnh vực khác.

## Từ nguyên
"Thiền", gọi đầy đủ là "Thiền-na" (tiếng Trung: 禪那, chánna), được phiên âm từ tiếng Phạn: ध्यान, dhyāna.

## Trong tôn giáo và tâm linh

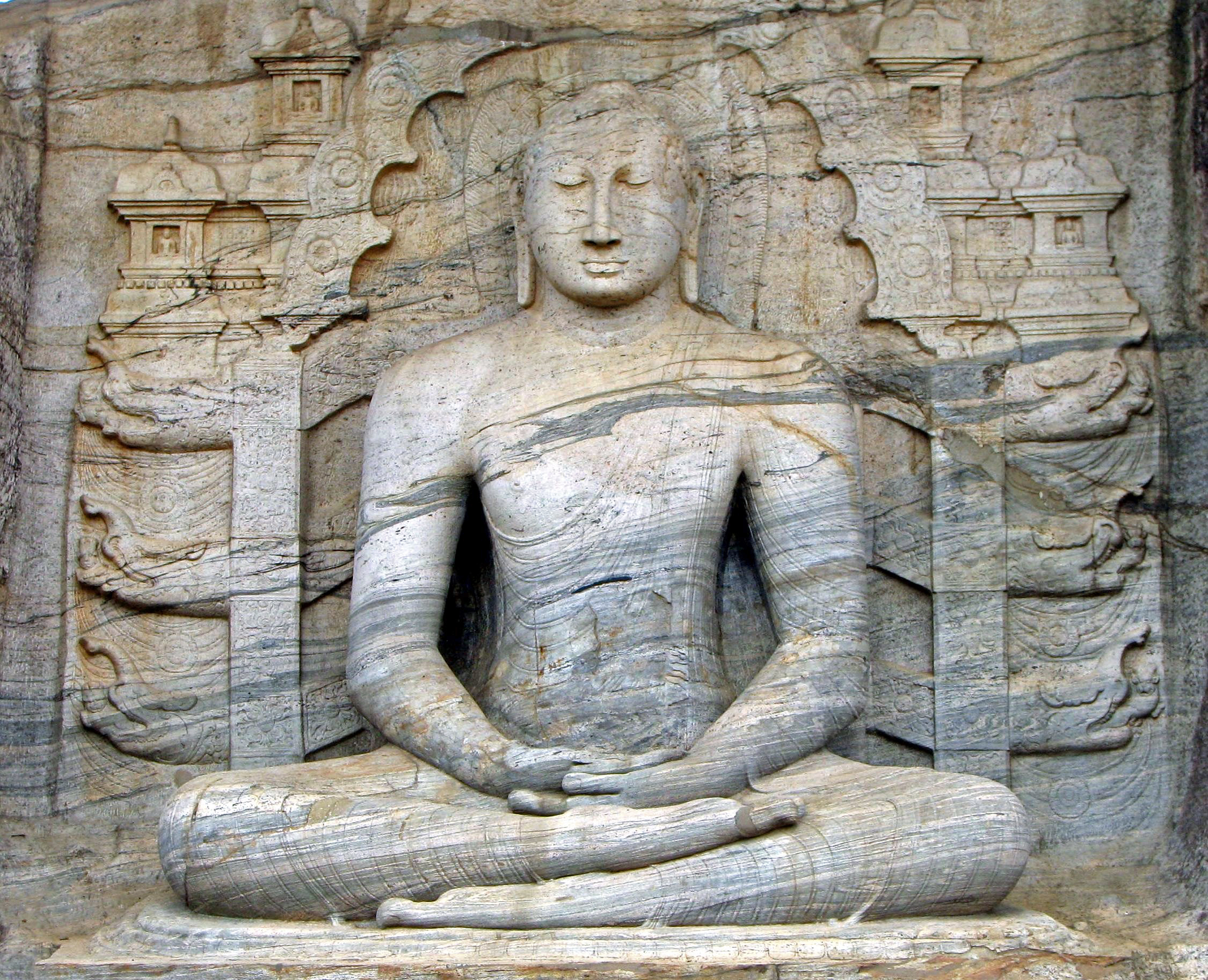
Tượng Phật tọa thiền với thế bán già và ấn thiền tại Chùa Gal Viharaya, Polonnaruwa, Sri Lanka.

Thiền thực hành mang ý nghĩa khác nhau trong những bối cảnh khác nhau. Thiền đã được thực hiện từ thời cổ đại như là một phần của nhiều tôn giáo và niềm tin truyền thống. Nó thường liên quan đến một nỗ lực nội tại của con người để tự điều chỉnh tâm trí theo một cách nào đó. Hành thiền gồm một số lượng lớn các hoạt động bao gồm các kỹ thuật được thiết kế để thúc đẩy thư giãn, xây dựng năng lượng nội tại hay sinh lực (khí, prana, v.v...) và phát triển lòng từ bi, tình yêu, sự kiên nhẫn, khoan dung và tha thứ. Một tham vọng lớn của hành thiền là nhằm vào việc tập trung dễ dàng để duy trì sự tập trung hoàn toàn vào thực tại, nghĩa là để cho các thiền nhân tận hưởng một cảm giác hạnh phúc không thể phá vỡ khi tham gia vào bất kỳ hoạt động nào trong cuộc sống.
Đây là một thuật ngữ được nhiều tôn giáo sử dụng để chỉ những phương pháp tu tập khác nhau, nhưng với một mục đích duy nhất là: đạt kinh nghiệm "Tỉnh giác", "Giải thoát", "Giác ngộ". Trong những trường phái tu tập mật giáo — "mật" (en. esoteric) ở đây có nghĩa là tu tập để tự đạt kinh nghiệm tỉnh giác, không để ý đến những cái rườm rà bên ngoài của tôn giáo, có thể gọi là "bí truyền" — các vị tiền nhân đã nghiên cứu và phát triển những con đường khác nhau thích hợp với cá tính, căn cơ của từng người để đạt đến kinh nghiệm quý báu nói trên. Nếu người ta hiểu "Tôn giáo" là câu trả lời, giải đáp cho những cái "không hoàn hảo", "không trọn vẹn", cái "bệnh" của con người thì Thiền chính là liều thuốc trị những bệnh đó.
Dấu hiệu chung của tất cả các dạng tu tập Thiền là sự hướng dẫn con người đạt một tâm trạng tập trung, lắng đọng, như là một hồ nước mà người ta chỉ có thể nhìn thấu đến đáy nếu mặt nước không bị xao động. Tâm trạng bình yên, lắng đọng này có thể đạt được qua nhiều cách khác nhau như luyện tập uốn nắn thân thể theo Haṭhayoga (bức khiển phương tiện 逼遣方便), sự tập trung vào một tấm tranh, một Thangka hoặc âm thanh như Mantra, một công án...
Tiến sĩ khoa tâm lý học kiêm Thiền sư người Anh David Fontana viết tóm tắt rất hay về thế nào là Thiền và thế nào là Phi thiền:
| “ | Thiền không có nghĩa là ngủ gục; để tâm chìm lặng vào cõi hôn mê; trốn tránh, xa lìa thế gian; vị kỉ, chỉ nghĩ tới mình; làm một việc gì không tự nhiên; để rơi mình vào vọng tưởng; quên mình ở đâu. Thiền là: giữ tâm tỉnh táo, linh động; chú tâm, tập trung; nhìn thế giới hiện hữu rõ ràng như nó là; trau dồi tấm lòng nhân đạo; biết mình là ai, ở đâu. | ” |

## Áp dụng trong thế tục
Thiền thường được sử dụng để làm sạch tâm trí và giảm bớt nhiều vấn đề liên quan đến sức khỏe, chẳng hạn như huyết áp cao, trầm cảm và lo âu. Nó có thể được thực hiện bằng cách ngồi theo một số tư thế (còn gọi là thiền tĩnh), hoặc trong một số trường hợp, ngay cả khi hoạt động (còn gọi là thiền động) khi con người học cách tỉnh thức ngay trong các hoạt động thường ngày như một hình thức chế ngự tâm trí. Việc đếm hạt khi cầu nguyện hoặc các hình thức mang tính nghi lễ như tụng kinh, thường được sử dụng trong quá trình thực hành thiền nhằm theo dõi và nhắc nhở các học viên về một số khía cạnh của việc huấn luyện tâm trí này.

## Sách tham khảo
- Austin, James H. (1999) Zen and the Brain: Toward an Understanding of Meditation and Consciousness, Cambridge: MIT Press, 1999, ISBN 0-262-51109-6
- Azeemi, Khwaja Shamsuddin Azeemi (2005) Muraqaba: The Art and Science of Sufi Meditation. Houston: Plato, 2005, ISBN 0-9758875-4-8
- Bennett-Goleman, T. (2001) Emotional Alchemy: How the Mind Can Heal the Heart, Harmony Books, ISBN 0-609-60752-9
- Benson, Herbert and Miriam Z. Klipper. (2000 [1972]). The Relaxation Response. Expanded Updated edition. Harper. ISBN 0-380-81595-8
- Bond, Kenneth; Maria B. Ospina, Nicola Hooton, Liza Bialy, Donna M. Dryden, Nina Buscemi, David Shannahoff-Khalsa, Jeffrey Dusek & Linda E. Carlson (2009). "Defining a complex intervention: The development of demarcation criteria for "meditation"". Psychology of Religion and Spirituality. Quyển 1 số 2. American Psychological Association. tr. 129–137. doi:10.1037/a0015736.{{Chú thích tạp chí}}:  Quản lý CS1: nhiều tên: danh sách tác giả (liên kết) (NB: Bond, Ospina, 2009, has substantial overlap with the full report by Ospina, Bond, 2007, listed below. Overlap includes the first 6 authors of this paper, and the equivalence of Table 3 on p. 134 in this paper with Table B1 on p. 281 in the full report)
- Craven JL (tháng 10 năm 1989). "Meditation and psychotherapy". Can J Psychiatry. Quyển 34 số 7. tr. 648–53. PMID 2680046.
- Goleman, Daniel (1988). The meditative mind: The varieties of meditative experience. New York: Tarcher. ISBN 0-87477-833-6.
- Hanson, Rick; Mendius, Richard (2009), Buddha's Brain: The Practical Neuroscience of Happiness, Love, and Wisdom, New Harbinger Publications, ISBN 9781572246959
- Hayes SC, Strosahl KD, Wilson KG. (1999) Acceptance and Commitment Therapy. New York: Guilford Press.
- Kutz I, Borysenko JZ, Benson H (tháng 1 năm 1985). "Meditation and psychotherapy: a rationale for the integration of dynamic psychotherapy, the relaxation response, and mindfulness meditation". Am J Psychiatry. Quyển 142 số 1. tr. 1–8. PMID 3881049.{{Chú thích tạp chí}}:  Quản lý CS1: nhiều tên: danh sách tác giả (liên kết)
- Lutz, Antoine; Richard J. Davidson (2004). "Long-term meditators self-induce high-amplitude gamma synchrony during mental practice". Proceedings of the National Academy of Sciences. Quyển 101 số November 16. tr. 16369–73. doi:10.1073/pnas.0407401101. PMC 526201. PMID 15534199.{{Chú thích tạp chí}}:  Quản lý CS1: nhiều tên: danh sách tác giả (liên kết)
- Metzner R. (2005) Psychedelic, Psychoactive and Addictive Drugs and States of Consciousness. In Mind-Altering Drugs: The Science of Subjective Experience, Chap. 2. Mitch Earlywine, ed. Oxford: Oxford University Press.
- MirAhmadi, As Sayed Nurjan Healing Power of Sufi Meditation The Healing Power of Sufi Meditation Paperback: 180 pages Publisher: Islamic Supreme Council of America (ngày 30 tháng 6 năm 2005) Language: English
- Nirmalananda Giri, Swami (2007) Om Yoga: Its Theory and Practice Lưu trữ ngày 9 tháng 2 năm 2010 tại Wayback Machine In-depth study of the classical meditation method of the Bhagavad Gita, Yoga Sutras of Patanjali, and the Upanishads.
- Ospina Maria B., Kenneth Bond, Mohammad Karkhaneh, Lisa Tjosvold, Ben Vandermeer, Yuanyuan Liang, Liza Bialy, Nicola Hooton, Nina Buscemi, Donna M. Dryden & Terry P. Klassen (tháng 6 năm 2007). "Meditation practices for health: state of the research" (PDF). Evidence Report / Technology Assessment (Full Report), prepared by the University of Alberta Evidence-based Practice Center under Contract No. 290-02-0023). số 155. Agency for Healthcare Research and Quality. tr. 1–263. PMID 17764203. Bản gốc (pdf) lưu trữ ngày 25 tháng 2 năm 2009. Truy cập ngày 15 tháng 9 năm 2014.{{Chú thích tạp chí}}:  Quản lý CS1: nhiều tên: danh sách tác giả (liên kết)
- Perez-De-Albeniz, Alberto & Holmes, Jeremy (2000) Meditation: Concepts, Effects And Uses In Therapy. International Journal of Psychotherapy, March 2000, Vol. 5 Issue 1, p49, 10p
- Saraydarian, Torkom (1976), The Science of Meditation, TSG Publishing Foundation, ISBN 9780911794298
- Shalif, Ilan (1989) Focusing on the Emotions of Daily Life (Tel-Aviv: Etext Archives, 2008)
- Shapiro, Deane H. (1982). "Overview: Clinical and physiological comparison of meditation with other self-control strategies". American Journal of Psychiatry. Quyển 139 số 3. American Psychiatric Association. tr. 267–274. ISSN 0002-953X. PMID 7036760. Bản gốc lưu trữ ngày 27 tháng 7 năm 2011. Truy cập ngày 15 tháng 9 năm 2014.; Bản in lại chapter 1 (pp. 5–10) in Shapiro, Deane H.; Roger N. Walsh (1984). Meditation, classic and contemporary perspectives. New York: Aldine. ISBN 0-202-25136-5. (the book was republished in 2008: ISBN 978-0-202-36244-1, ISBN 0-202-36244-2)
- Shapiro DH (1992). "Adverse effects of meditation: a preliminary investigation of long-term meditators". Int J Psychosom. Quyển 39 số 1–4. tr. 62–7. PMID 1428622.
- Shear, Jonathan, biên tập (2006). The experience of meditation: Experts introduce the major traditions. St. Paul, MN: Paragon House. ISBN 978-1-55778-857-3.
- Sogyal Rinpoche, The Tibetan Book of Living and Dying, ISBN 0-06-250834-2
- Smith, Fritz Frederick (1986): Inner Bridges: A Guide to Energy Movement and Body Structure, Humanics Ltd. Partners, ISBN 978-0-89334-086-5.
- Tart, Charles T., editor. Altered States of Consciousness (1969) ISBN 0-471-84560-4
- Trungpa, C. (1973) Cutting Through Spiritual Materialism, Shambhala South Asia Editions, Boston, Massachusetts.
- Trungpa, C. (1984) Shambhala: The Sacred Path of the Warrior, Shambhala Dragon Editions, Boston, Massachusetts.
- Erhard Vogel. (2001) Journey Into Your Center, Nataraja Publications, ISBN 1-892484-05-6
- Wenner, Melinda. "Brain Scans Reveal Why Meditation Works." LiveScience.com. ngày 30 tháng 6 năm 2007.

### Sách đọc thêm tiếng Anh
- Ajahn Brahm, Mindfulness Bliss and Beyond. ISBN 978-0-86171-275-5
- Alexander Berzin, What is meditation?
- Baba, Meher (1995). Discourses. Myrtle Beach, S.C.: Sheriar Foundation. ISBN 1-880619-09-1.
- Cooper, David. A. The Art of Meditation: A Complete Guide. ISBN 81-7992-164-6
- Easwaran, Eknath. Meditation (see article). ISBN 0-915132-66-4 new edition: Passage Meditation. ISBN 978-1-58638-026-7. The Mantram Handbook ISBN 978-1-58638-028-1
- Glickman, Marshall (2002) Beyond the Breath: Extraordinary Mindfulness Through Whole-Body Vipassana. ISBN 1-58290-043-4
- Goenka, S. N.. Meditation Now: Inner Peace through Inner Wisdom, ISBN 1-928706-23-1, ISBN 978-1-928706-23-6
- Hart, William. Art of Living, Vipassana Meditation, ISBN 0-06-063724-2, ISBN 978-0-06-063724-8
- Krishnamurti, Jiddu. This Light in Oneself: True Meditation, 1999, Shambhala Publications. ISBN 1-57062-442-9
- Levin, Michal. Meditation, Path to the Deepest Self, Dorling Kindersley, 2002. ISBN 978-0-7894-8333-1
- Long, Barry. Meditation: A Foundation Course — A Book of Ten Lessons. ISBN 1-899324-00-3
- Meiche, Michele. Meditation for Everyday Living. ISBN 0-9710374-6-9
- Monaghan, Patricia and Eleanor G. Viereck. Meditation: The Complete Guide. ISBN 1-57731-088-8
- Oldstone-Moore, Jennifer. Understanding Confucianism, Duncan Baird, 2003. ISBN 1904292127.
- Shankarananda, Swami. Happy For No Good Reason, Shaktipat Press, 2004. ISBN 978-0-9750995-1-3
- Vethathiri Maharishi. Yoga for Modern life.
- Wood, Ernest. Concentration – An Approach to Meditation. Lưu trữ ngày 9 tháng 6 năm 2021 tại Wayback Machine Theosophical Publishing House 1949. ISBN 0-8356-0176-5.
- Yogananda, Paramahansa. Autobiography of a Yogi.